# Louis-Hyacinthe Bouilhet
Louis-Hyacinthe Bouilhet, född den 27 maj 1821 i Cany, död den 18 juli 1869 i Rouen, var en fransk skald.
Bouilhet, som var stadsbibliotekarie i Rouen, tillhörde Victor Hugos skola. Bland hans skrifter märks Meloenis (1852), en sedemålning från den romerska kejsartiden, Les fossiles, lyrisk dikt, samt dramerna Madame de Montarcy (1856), Hélène Peyron (1858) och La conjuration d'Amboise (1866). Han har ägnats biografier av Angot (1885). De la Ville de Mirmont (1888), Frère (1908), Letellier (1919) och Robert (1924).